# 陳良
陳 良（ちん りょう、繁体字: 陳良; 簡体字: 陈良; 拼音: Chén Liáng; ウェード式: Ch'en Liang、1896年9月12日（清光緒22年8月初6日） - 1994年（民国83年）10月9日 ）は、中華民国の軍務官僚・政治家。後方勤務部門で要職を歴任した軍務官僚であり、また三民主義青年団の幹部でもある。字は初如。

## 事績
日本に留学して東京農業大学、帰国後は北京の陸軍軍需学校をそれぞれ卒業した。その後、浙江督軍公署参謀処軍需官、陸軍第2旅団軍需官、寧波綏靖処副官長を歴任している。1924年（民国13年）に広州へ移り、黄埔軍官学校で政治部科長、特別党務委員兼経理科科長を務めた。続いて中央陸軍軍官学校経理処処長、第5軍軍需処処長を歴任している。
1934年（民国25年）、陳良は軍政部軍需署副署長に就任し、1936年（民国25年）1月には同部で軍需監、会計長を務めた。日中戦争（抗日戦争）勃発直後の1938年（民国27年）7月11日に三民主義青年団籌備時期臨時幹事会総務処処長に任ぜられ、翌年には臨時幹事会幹事に選出されている。1940年（民国29年）9月、軍政部軍需署署長に昇進し、他にも総動員会議委員、後方勤務部経理処長、軍政部特別党部執行委員など後方勤務部門で要職を兼任した。1943年（民国32年）2月、三民主義青年団第1期中央幹事会幹事兼財務委員会主任委員に選出される。
1946年（民国35年）4月、陳良は制憲国民大会代表に選出され、6月には連合勤務総司令部副総司令兼経理署署長に昇進した。1948年（民国37年）3月、糧食部常務次長に移り、6月には同部政務次長兼田粮署署長となる。1949年（民国38年）5月5日に呉国楨の後任として上海市長に起用されたが、僅か12日で罷免された（後任として趙祖康が代理）。同月25日に中華民国総統代理李宗仁から京滬杭警備総司令部政務委員会委員に任命され、9月には国防部参謀次長に起用されている。しかし国共内戦敗北と共に台湾へ逃れた。
1950年（民国39年）1月、陳良は交通部部長に起用される。しかし同年3月に早くも総統府主計処処長に転じた。以後、行政院顧問、中華民国中央銀行監事、中漁公司・斉魯公司董事長を歴任し、1971年（民国60年）に退職している。1994年（民国83年）10月9日、逝去。享年99（満98歳）。

## 著作
- 『中國國民黨和共產黨』

## 注
1. 1 2 3 4  徐主編（2007）、1362頁。
2. 1 2 3 4  劉国銘主編（2005）、1298頁。